# Гедеон (Вишневский, Георгий Иванович)
Архиепископ Гедеон (в миру Егор (Георгий) Иванович Вишневский; 1797, Кутузово, Московская губерния — 22 октября 1849, Абазовка, Полтавская губерния) — епископ Русской православной церкви, архиепископ Полтавский и Переяславский.

## Биография
Сын причётника, родился в 1797 году в селе Кутузове (ныне — в городском округе Домодедово Московской области).
Из Перервинской семинарии он поступил в Санкт-Петербургскую Академию, где окончил курс 17-м магистром в 1823 году.
В июле этого года Вишневский был назначен инспектором Рязанской семинарии и 23 ноября был пострижен с именем Гедеон. Посвященный тогда же в иеромонахи, Гедеон 26 июля 1825 г. был назначен настоятелем Рязанского Богословского монастыря и возведен в сан игумена.
22 декабря 1827 года назначен ректором Рязанской духовной семинарии и настоятелем Рязанского Троицкого монастыря с возведением в сан архимандрита.
В сентябре 1828 года он был переведён в Подольскую духовную семинарию.
19 мая 1834 года был назначен епископом Полтавским и 29 июля хиротонисан в Московском Успенском соборе митрополитом Филаретом.
Гедеон был деятельный администратор и усидчивый канцелярский работник, «строго и зорко следил за правильным течением и решением дел по консистории, с опасностью иногда для своего здоровья»; от усиленных занятий у него делались приливы крови к голове, и «иногда лилась у него кровь изо рта и носа». Боролся с сохранившимися в Полтавщине латинскими обрядами, прежде всего с обливательным крещением, обратил в единоверие Кременчугских старообрядцев, восстановил Густынский Троицкий монастырь, построил церковь на реке Альте, где был убит Св. Борис.
В 1842 году он понравился Императрице Александре Феодоровне при посещении ею Полтавского института, и Государыня рекомендовала его Императору Николаю Павловичу как «достойного пастыря».
В 1843 году Гедеон был вызван в Санкт-Петербург для присутствования в Св. Синоде. Здесь он сумел понравиться всесильному обер-прокурору графу Н. А. Протасову, который в течение 7 последующих лет не отпускал его, дозволив ему за это время только три раза летом отлучиться в епархию (в 1845, 1847 и 1849 гг.).
Пользуясь влиянием в Синоде, Гедеон добился утверждения штатов жалованья сельским причтам Полтавской епархии, приписки к архиерейскому дому Мгарского Лубенского монастыря и перенесения своей кафедры из захолустного Переяславля в Полтаву.
1 сентября 1847 года в Полтаву были переведены епархиальные учреждения, а 8 сентября была освящена Вознесенская церковь при новом архиерейском доме. В бытность в Синоде Гедеон по особому доверию к нему графа Н. А. Протасова получил щекотливое поручение «келейно испытать искренность раскаяния» своего бывшего профессора, протоиерея Г. П. Павского, обвинявшегося в чересчур либеральном для того времени толковании Св. Писания и чуть ли не в ереси; он должен был «истребовать» от многоучёного своего наставника, смиренно именовавшего его «Преосвященнейшим Владыкой», «собственноручное исповедание веры и подписку о неуклонном исполнении обязанностей своего звания до конца жизни».
Граф Н. А. Протасов ценил заслуги Гедеона: 27 марта 1844 года епископ Полтавский, имевший уже с 1837 года Аннинскую звезду, был награждён саном архиепископа, а 5 апреля 1846 г. — орденом св. Владимира 2-й степени.
Гедеон часто страдал от ревматизма и «геморроидальных припадков». Летом 1849 года, находясь в отпуску в Полтаве, он чувствовал себя плохо. Осенью «в слабом состоянии здоровья» он предпринял объезд епархии, но, только что выехав из Полтавы, умер в 5 часов утра 10 октября 1849 года на ночлеге в селе Абазовке. Погребён под Преображенской церковью Мгарского монастыря.